# Bacino strutturale
     Scudo
     Tavolato
     Orogene
     Bacino
     Grande provincia ignea
     crosta estesa
     0–20 Ma
     20–65 Ma
     >65 Ma

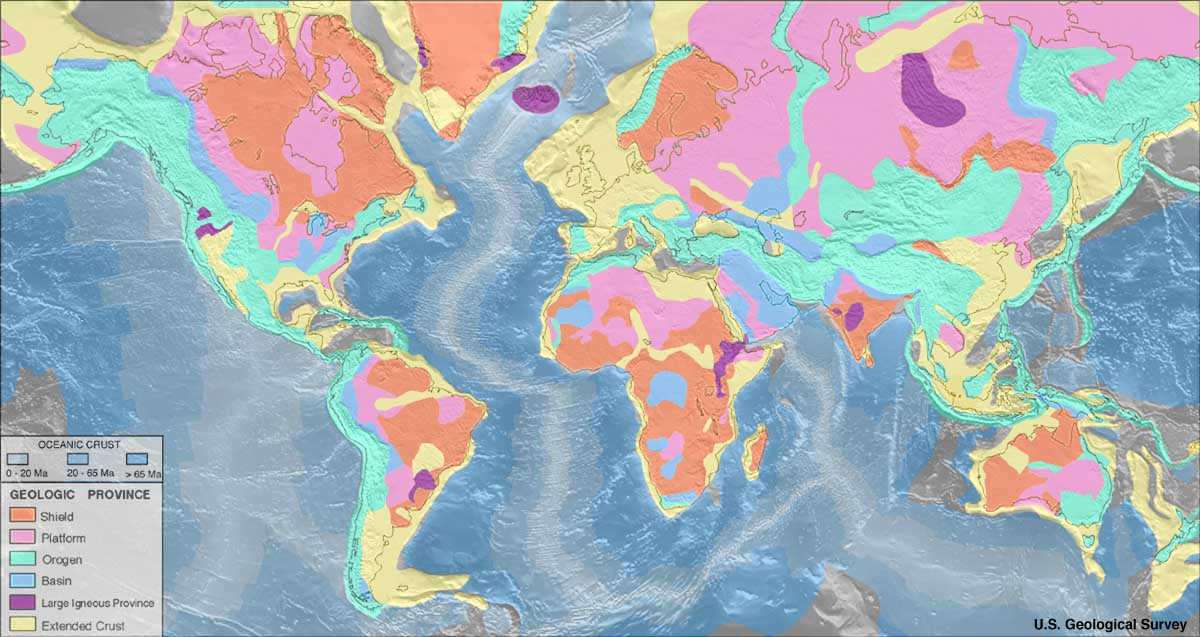
Mappa delle Province geologiche:
Crosta continentale
Scudo
Tavolato
Orogene
Bacino
Grande provincia ignea
crosta estesa
Crosta oceanica (secondo l'età)
0–20 Ma
20–65 Ma
>65 Ma

Un bacino strutturale è una formazione strutturale di grande scala costituita da strati di roccia, precedentemente ad andamento pianoparallelo, inclinati in modo lieve da una deformazione tettonica.
I bacini strutturali sono depressioni geologiche, il loro inversi sono i diapiri, come le cupole Salifere.
Alcuni bacini strutturali allungati sono anche noti come sinclinali.

## Descrizione
I bacini hanno spesso una grande estensione areale, fino a centinaia di chilometri di diametro. Appaiono su una mappa geologica a grande scala come strutture approssimativamente circolari o ellittiche, con strati concentrici. Poiché l'immersione degli strati è verso il centro, gli strati esposti in un bacino sono progressivamente più vecchi andando verso l'esterno, mentre le rocce formatesi più recentemente si trovano nella zona centrale.

### Caratteristiche
I bacini si possono classificare in vari modi in base all'approccio e alle diversa caratteristiche evidenziate :
| Tipo di substrato    | Distanza dai limiti di placca | Tipo di margine     |
| -------------------- | ----------------------------- | ------------------- |
| Crosta continentale  | Intraplacca                   | margine divergente  |
| Crosta oceanica      | Lungo i margini               | margine convergente |
| crosta transizionale |                               | margine trasforme   |

I bacini si classificano per tipo di contesto tettonico di formazione
| Contesto divergente            | Contesto convergente | Contesto trasforme  |
| ------------------------------ | -------------------- | ------------------- |
| Valle in rift terrestre        | Fosse oceaniche      | Bacini trastensivi  |
| Rift proto-oceanici            | Trench slope basin   | Bacini traspressivi |
| Rialzi e terrazzi continentali | Bacini di avanarco   |                     |
| Continental embankment         | Bacini intra-arco    |                     |
| Rift falliti                   | Bacini di retroarco  |                     |
| Bacini intracratonici          | Bacini di avampaese  |                     |
| Bacini oceanici                |                      |                     |
| Isole oceaniche                |                      |                     |

I bacini strutturali sono spesso importanti fonti di carbone, petrolio, e riserve di acque sotterranee.

#### I bacini sedimentari
I bacini strutturali possono anche essere bacini sedimentari, aggregazioni di sedimenti che hanno riempito una depressione o si sono accumulati in un'area; tuttavia, molti bacini strutturali sono stati formati da eventi tettonici molto tempo dopo la deposizione degli strati originari.
Il definire i gradi e tipologie di sedimentazione non è spesso semplice (si pensi a litostratigrafie particolarmente sovrapposte). I bacini sedimentari si sviluppano, ma soprattutto modificano, continuamente nelle ere geologiche. Benché si formino più facilmente nei contesti dei bacini di avampaese, essi sono anche comuni nelle vicinanze altri margini tettonici grazie al continuo "rimescolamento" che avviene in tali ambiti geologici, ove si alternando stratigrafie (come quelle dure e deboli, con diverse angolazioni). È bene citare che le ere geologiche possono portare a sovrapposizioni di bacini evidenziabili della faglie tettoniche.

## Esempi di bacini strutturali

### Africa
- Bacino di Taudenni, Mauritania, Mali

### Asia
- Bacino della Zungaria meridionale: Cina
- Bacino del Tarim: Cina
- Qaidam: Cina
- Pianura del Gange: India
- Golfo Persico

### Europa
- Bacino dell'Hampshire: Regno Unito
- Bacino di Londra: Regno Unito
- Bacino di Parigi: Francia
- Bacino Permiano (vedi Zechstein): Polonia, Germania, Danimarca, Paesi bassi, Regno Unito, Mare del Nord
- Bacino di Aquitania: Francia
- Bacino della Molassa: Francia, Svizzera, Austria, Germania
- Pianura Padana: Italia
- Bacino dell'Ebro: Spagna
- Bacino del Guadalquivir: Spagna
- Bacino Pannonico

### Nord America
- Bacino dell'Alberta
- Bacino di Albuquerque, Nuovo Messico
- Bacino Anadarko: Oklahoma e Texas
- Bacino degli Appalachi, Stati Uniti orientali
- Bacino Big Horn, Wyoming
- Bacino Black Warrior, Alabama e Mississippi
- Bacino Buck Creek, Columbia Britannica
- Bacino Delaware, Texas e Nuovo Messico
- Bacino di Denver o Julesburg, Colorado
- Bacino dell'Illinois, Illinois
- Bacino di Los Angeles, California
- Bacino del Michigan, Michigan
- Bacino North Park, Colorado
- Bacino Paradox, Utah e Colorado
- Bacino Permiano, Texas e Nuovo Messico
- Bacino Piceance, Colorado
- Bacino del Powder River, Wyoming e Montana
- Bacino di Raton, Colorado e Nuovo Messico
- Bacino Queen Charlotte, Columbia Britannica
- Bacino Sacramento, California
- Bacino del San Juan, Nuovo Messico e Colorado
- Bacino Uinta, Utah
- Bacino di Williston, Dakota del Nord
- Bacino del Wind River o di Shoshone, Wyoming

### Sud America
- Valle del Cile centrale